# Манокотак (Аљаска)
Манокотак (енгл. Manokotak) град је у америчкој савезној држави Аљаска.

## Демографија
По попису из 2010. године број становника је 442, што је 43 (10,8%) становника више него 2000. године.
| Група             | 2000.     | 2010.     |
| Белци             | 19 (4,8%) | 16 (3,6%) |
| Афроамериканци    | 1 (0,3%)  | 0 (0,0%)  |
| Азијати           | 0 (0,0%)  | 0 (0,0%)  |
| Хиспаноамериканци | 0 (0,0%)  | 1 (0,2%)  |
| Укупно            | 399       | 442       |